# ان‌جی‌سی ۲۳
ان‌جی‌سی ۲۳ (به انگلیسی: NGC 23) یک کهکشان مارپیچی با قدر ظاهری ۱۲٫۵ است که در صورت فلکی اسب بالدار قرار دارد.

## نگارخانه

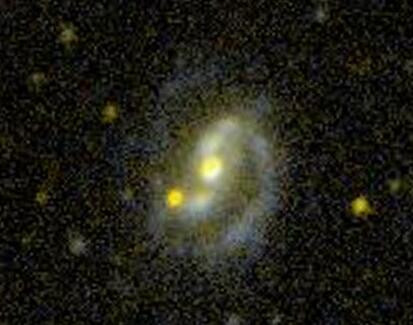
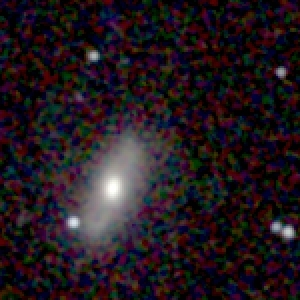
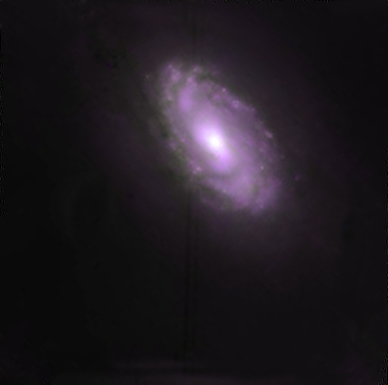